# جودي فوستر
أليشيا كريستيان فوستر (بالإنجليزية: Alicia Christian Foster)‏ المعروفة باسم جودي فوستر (بالإنجليزية: Jodie Foster)‏ (مواليد 19 نوفمبر 1962 –) هي ممثلة، ومخرجة، ومنتجة ولدت في لوس أنجلوس، في كاليفورنيا، في الولايات المتحدة الأمريكية وتُعد أفضل ممثلة في جيلها في هوليوود. حصلت على جائزتين أوسكار لأفضل ممثلة رئيسية، الأولى عام 1988 عن دور ناجية من الاغتصاب في فيلم المتهم، والثانية عام 1991 عن دور وكيلة الإف بي آي كلاريس ستارلينغ في فيلم صمت الحملان. تشمل قائمة جوائزها أيضا ثلاث جوائز بافتا، وثلاث جوائز غولدن غلوب، وجائزة سيسيل بي دوميل، كما ترشحت لجائزة إيمي برايم تايم لعملها كمخرجة. أطلقت عليها مجلة بيبول لقب أجمل امراة في العالم في عام 1992، كما تم التصويت لها في عام 2003 في المرتبة 23 بالعد التنازلي للقناة 4 لأعظم 100 نجم سينمائي في جميع الأوقات. في عام 1996، وضعتها مجلة إنترتينمنت ويكلي في المرتبة 57 في قائمة أعظم 100 نجم سينمائي في جميع الأوقات. وفي عام 2016، دخلت في ممشى المشاهير في هوليوود مع نجمة صور متحركة تقع في 6927 هوليوود بوليفارد.
بدأت فوستر حياتها المهنية كعارضة بعمر الثلاث سنوات، بينما بدأت التمثيل في عام 1968 في السيت كوم مايبيري آر إف دي. ظهرت فوستر في عدة مسلسلات تلفزيونية في فترة أواخر الستينات وأوائل السبعينات، كما يُعَدّ فيلم ديزني نابليون وسامانثا (1972) هو أول فيلم لها. ظهرت أيضا في فيلم توم سوير (1973) وأليس لم تعد تعيش هنا (1974)، وقدمت دورها المتميز في فيلم سائق التاكسي (1976)، حيث لعبت دور عاهرة طفلة وتلقت عن الدور تَرْشِيحًا لجائزة الأوسكار لأفضل ممثلة مساعدة. ظهرت في دور الْمُرَاهِقَة في فيلمي بيغسي مالون (1976) والفتاة الصغيرة التي تعيش أسفل الممر (1976)، وأصبحت محبوبة الشباب بعدما ظهرت في فيلم فريكي فرايداي (1976)، وكاندل شو (1977)، وكارني (1980)، والثعالب (1980).
أولي تجارب فوستر في الإخراج كانت عام 1988 في مسلسل قصص من الجانب المظلم، حلقة «لا تفتح هذا الصندوق»، كما أخرجت فيلم الرجل الصغير تيت الذي مثلت فيه أيضاً. أسست شركة الإنتاج الخاصة بها في عام 1992 وكان فيلم نيل (1994) أولى تجاربها في الإنتاج، والذي ترشحت عنه لجائزة الأوسكار لأفضل ممثلة. تشمل أفلامها الأخري الناجحة في عقد التسعينات سومرسبي (1993)، ومافريك (1994)، واتصال (1997)، وآنا والملك (1999).
مع بداية عقد الألفينات، لعبت فوستر بطولة فيلم غرفة الذعر (2002)، وخطة رحلة (2005)، وإنسايد مان (2006)، والشجاع (2007). لعبت أَيْضًا بطولة فيلم المذبحة (2011)، وإيليزيم (2013)، وفندق أرتيميس (2018)، والموريتاني (2021) وحصلت عن الأخير علي جائزة الغولدن غلوب لأفضل ممثلة مساعدة في فيلم. عادت إلي الإخراج مع فيلمي ذا بيفر (2011) ووحش المال (2016)، وحلقات من مسلسلات نتفليكس البرتقالي هو الأسود الجديد (2013–2019)، وبيت البطاقات (2013–2018)، والمرآة السوداء (2011–2019). ترشحت لجائزة الإيمي برايم تايم لأفضل إخراج في مسلسل كوميدي عن إخراجها ثالث حلقات مسلسل البرتقالي هو الأسود الجديد بعنوان «رفض طلب السحاقيات». تزوجت في عام 2014 من الممثلة ألكسندرا هيدسون.
فازت الممثلة الشهيرة جودي فوستر بجائزة أفضل ممثلة رئيسية في مسلسل محدود أو مختارات أو فيلم عن دورها في شخصية رئيسة شرطة ألاسكا ليز دانفرز في مسلسل "True Detective: Night Country".
بالإضافة إلى ذلك، فاز جيريمي ألين وايت بجائزته الثانية لهذا العام. وكانت المفاجأة الأخرى هي فوز جودي فوستر بجائزتها الأولى في حفل توزيع جوائز إيمي وهي في سن 61 عاماً.

## وصلات خارجية
- جودي فوستر على موقع IMDb (الإنجليزية)
- جودي فوستر على موقع ميتاكريتيك (الإنجليزية)
- جودي فوستر على موقع الموسوعة البريطانية (الإنجليزية)
- جودي فوستر على موقع روتن توميتوز (الإنجليزية)
- جودي فوستر على موقع مونزينجر (الألمانية)
- جودي فوستر على موقع قاعدة بيانات الأفلام العربية
- جودي فوستر على موقع ألو سيني (الفرنسية)
- جودي فوستر على موقع ميوزك برينز (الإنجليزية)
- جودي فوستر على موقع تيرنر كلاسيك موفيز (الإنجليزية)
- جودي فوستر على موقع أول موفي (الإنجليزية)
- أخبار مُجمّعة وتعليقات عن جودي فوستر في موقع صحيفة نيويورك تايمز.